# Abattoirs de la Villette
Les abattoirs de la Villette, également appelés marché aux bestiaux de la Villette, étaient des abattoirs situés dans le quartier de la Villette dans le 19e arrondissement de Paris (France).
Haut lieu de la culture alimentaire parisienne, au même titre que les Halles de Paris, ils furent en activité de 1867 à 1974 puis remplacés dans les années 1980 par le parc de la Villette.

## Historique

### Création et prospérité

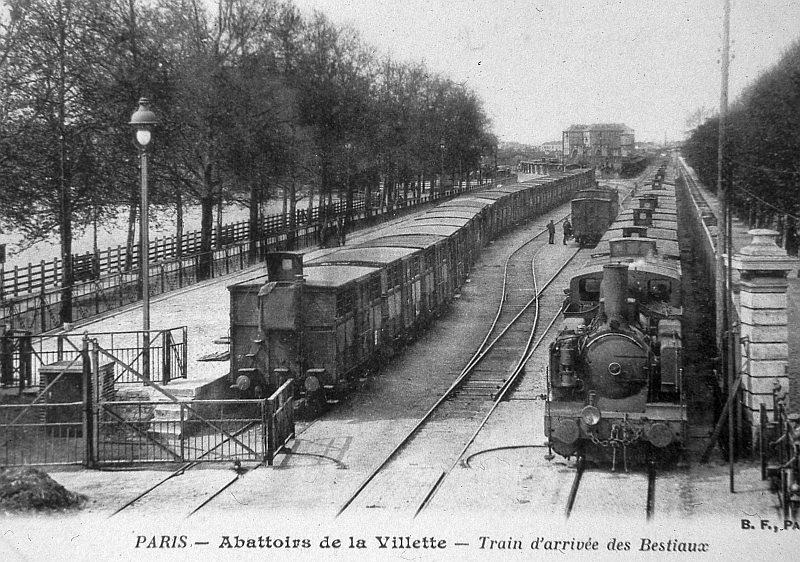
Trains de bestiaux dans la gare de Paris-Bestiaux vers 1900.

En 1859 est décidée la création des abattoirs et du marché à bestiaux de la Villette, destinés à remplacer cinq grands abattoirs (Montmartre, Ménilmontant, Roule sur la rive droite ; Grenelle et Villejuif sur la rive gauche), eux-mêmes créés par le décret impérial du 9 février 1810, et d'autres plus petits. Le marché aux bestiaux doit prendre le relais de ceux de Poissy et de Sceaux. Le marché aux bestiaux est établi entre le canal de l'Ourcq, la route d'Allemagne (actuelle avenue Jean-Jaurès) et les fortifications de Paris. Les abattoirs sont construits de l'autre côté du canal, entre les fortifications, le canal Saint-Denis et la rue de Flandre (actuellement avenue Corentin-Cariou).

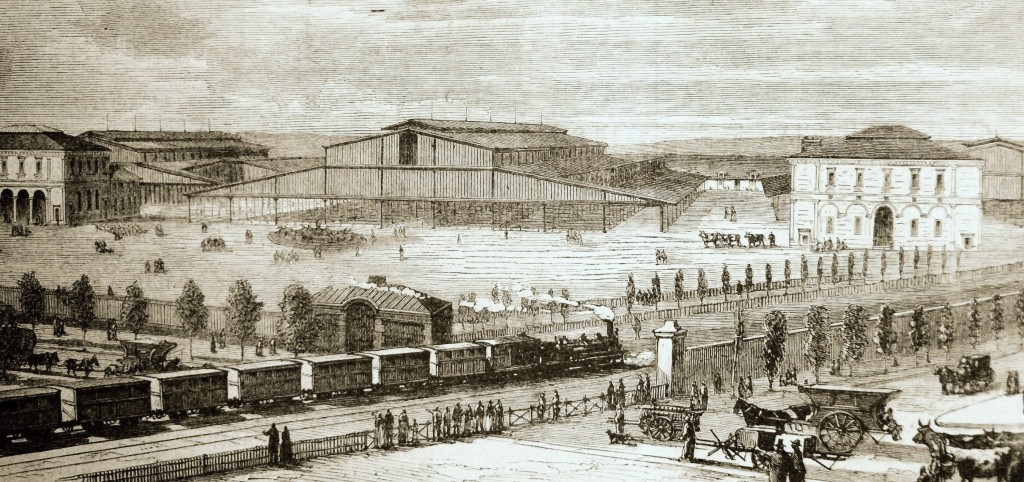
Le marché aux bestiaux de la Villette en 1867.

Ce choix permet d'éloigner ces nouveaux abattoirs du centre ville. Les travaux commencent en 1864 et s'achèvent en 1867. La plupart des bâtiments sont l'œuvre de l'architecte Jules de Mérindol (1815-1888), élève de Victor Baltard, assisté de Louis-Adolphe Janvier.
L'établissement est desservi par deux gares situées sur un embranchement de la ligne de Petite Ceinture : la gare de Paris-Bestiaux, au sud du canal de l'Ourcq, au niveau du marché aux bestiaux et la gare de Paris-Abattoirs, au nord du canal, au niveau des abattoirs proprement dit. L'ensemble, abattoirs, marché et gares, occupe alors 39 hectares.

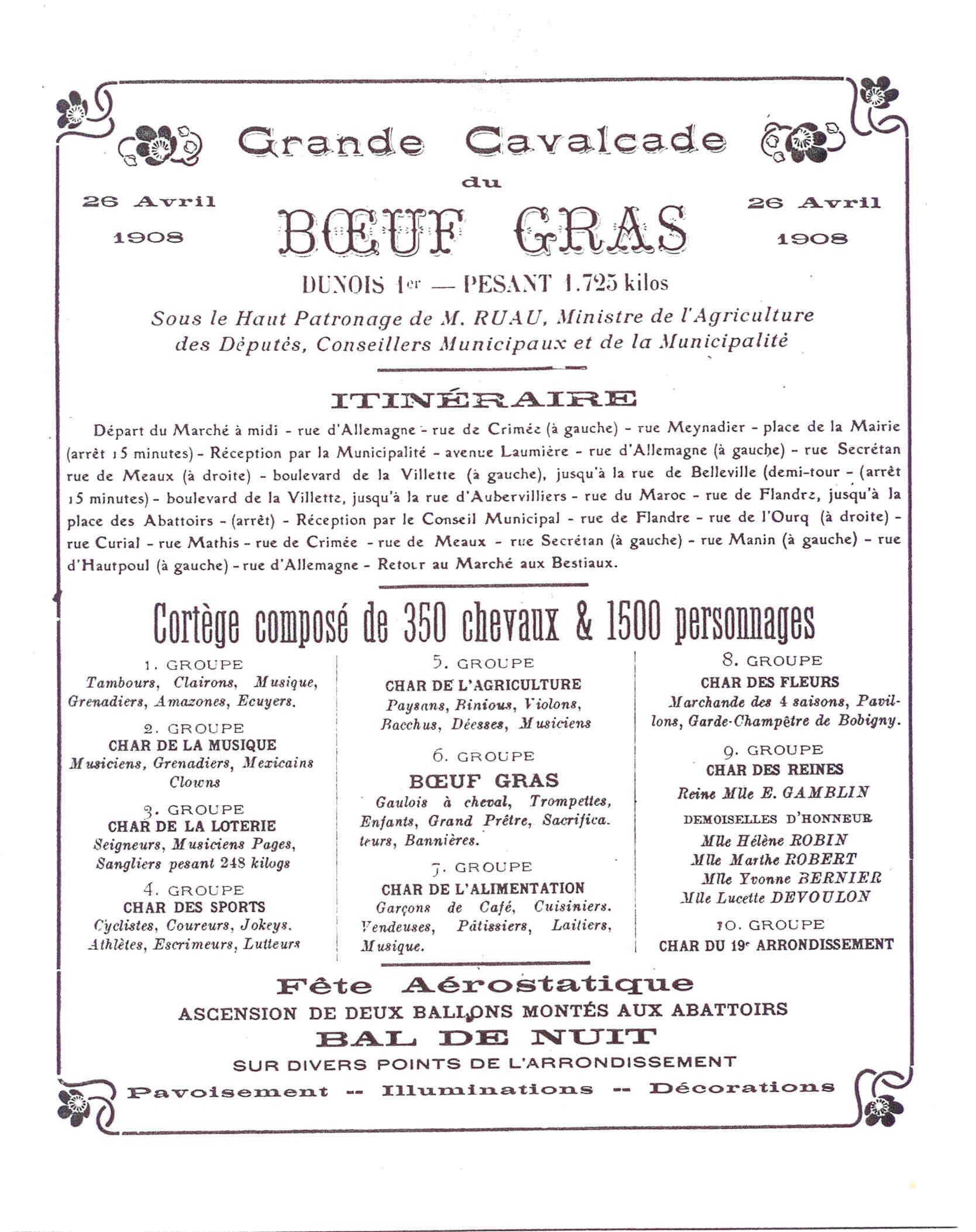
Programme de la Cavalcade du Bœuf Gras 1908, avec envol de ballons depuis les abattoirs de la Villette.

En 1900, le Concours général agricole est organisé à la Villette. À cette occasion est organisée la Promenade du Bœuf Gras, qui n'était plus sorti depuis 1897 et qui est aussi la Fête des bouchers parisiens. Le 16 mars 1902, le Bœuf Gras défile à nouveau au départ et dans le quartier des abattoirs de la Villette. En 1906, 1907 et 1908, à l'occasion de cette fête, ont lieu des lancements de ballons depuis la place des Abattoirs, aux abattoirs de la Villette. En 1907 défilent deux Bœufs Gras à deux dates différentes : d'abord, le 10 février, Vaugirard Ier, Bœuf Gras de la Rive gauche issu des abattoirs de Vaugirard — aujourd'hui remplacés par le parc Georges-Brassens, ils étaient alors les autres grands abattoirs parisiens après ceux de la Villette — puis, le 14 avril, Givrillot, 1 750 kilos, Bœuf Gras de la Rive droite en provenance des abattoirs de la Villette.
Le 21 avril 1918, durant la Première Guerre mondiale, un obus lancé par la « Grosse Bertha » explose dans les abattoirs de la Villette.

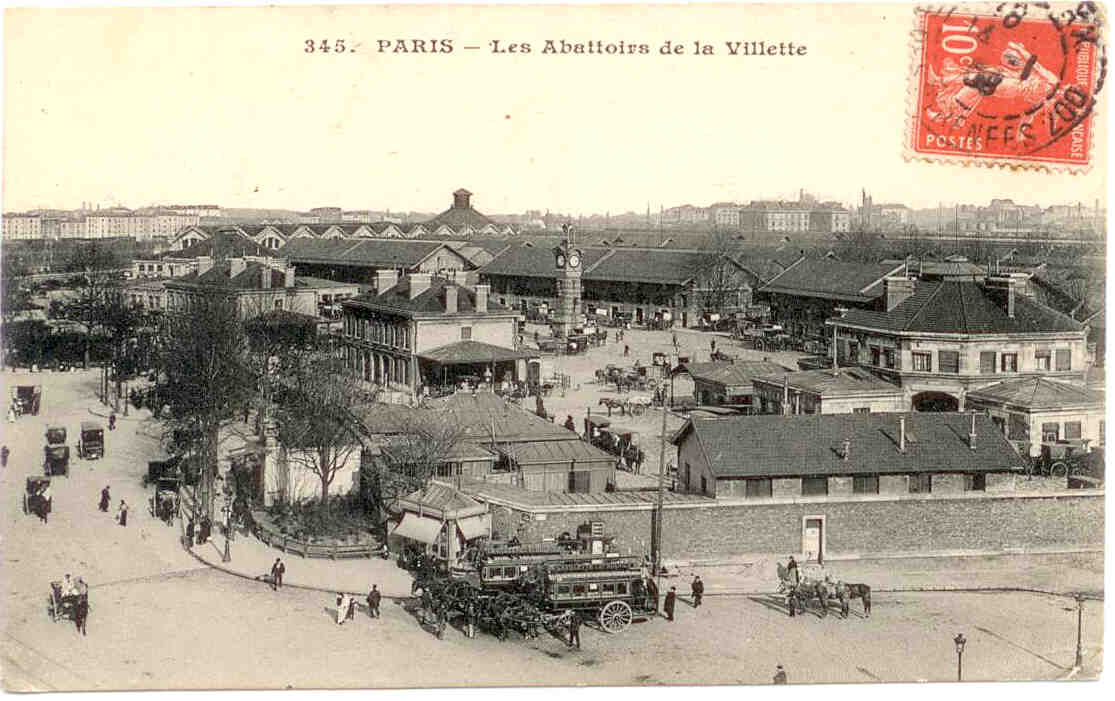
Les abattoirs de la Villette vers 1900, côté porte de la Villette.

En 1948, on relève que trois ouvriers des abattoirs de la Villette sont morts de leptospirose et que dix-sept en sont atteints, à cause des rats. En 1949, les abattoirs de la Villette sont jugés vétustes. Leur reconstruction est décidée.
Les 27 mai 1951 et 20 avril 1952, la Promenade du Bœuf Gras a lieu au départ dans le quartier des abattoirs de la Villette. Ce sont ses dernières sorties avant le début de la renaissance du Carnaval de Paris en 1993 et le défilé du Bœuf Gras de septembre 1998.

### Affaires, interruption de la reconstruction et arrêt
La reconstruction des abattoirs de la Villette s'avère excessivement coûteuse et interminable. Elle s'interrompt finalement faute de crédits[évasif] en 1967. C'est un scandale dénoncé dans un rapport du Sénat et baptisé par la presse « le scandale de la Villette ». En 1971, la commission sénatoriale présidée par Pierre Marcilhacy, sénateur de la Charente, reconnaît qu’il y a là une affaire politique qui atteint « le renom et l’autorité de l’État ». Le gouvernement se résout à fermer ce gouffre financier et à faire dynamiter le béton à peine sec, pour reconstruire autre chose – des logements, par exemple. La presse pose alors la question simple de qui a eu l’idée de construire un abattoir « de prestige » dans Paris, au moment où Chicago exportait les siens vers la campagne. Le 24 avril 1971, le rapport est publié à la suite d’un vote du Sénat et il est confirmé en 1972 que la nouvelle installation, une salle des ventes sur trois niveaux, occupant une surface totale de 135,000 mètres carrés, n'a jamais été utilisée.
Le député UDR Michel de Grailly, ancien résistant, présidait la société d'économie mixte mise sur pied pour gérer ce chantier inutile. En novembre 1971, il est victime d'une tentative d'enlèvement par un groupe maoïste qui l'avait attendu à trois reprises, les armes à la main, devant chez lui. Enfermé dans une malle en bois, emporté dans une camionnette, il parvient à s'en échapper en défonçant à coups de pied les parois de la malle. Accusé d'avoir dilapidé l'argent commun, il gagne cependant son procès mais Le Nouvel Observateur écrit le 15 octobre 1973 que l'UNR, après l'avoir radié du parti, a choisi de faire de Michel de Grailly l'un des boucs émissaires du scandale alors que le ministère de l'Agriculture avait pris la décision de freiner la politique de l'élevage, les Abattoirs de la Villette étant construits dans la perspective d'un développement du cheptel et des exportations.
L'ensemble des activités du site est supprimé à compter du 15 mars 1974. À l'époque, ce site occupe une superficie de 54 hectares.

### Transformation du site et démolition

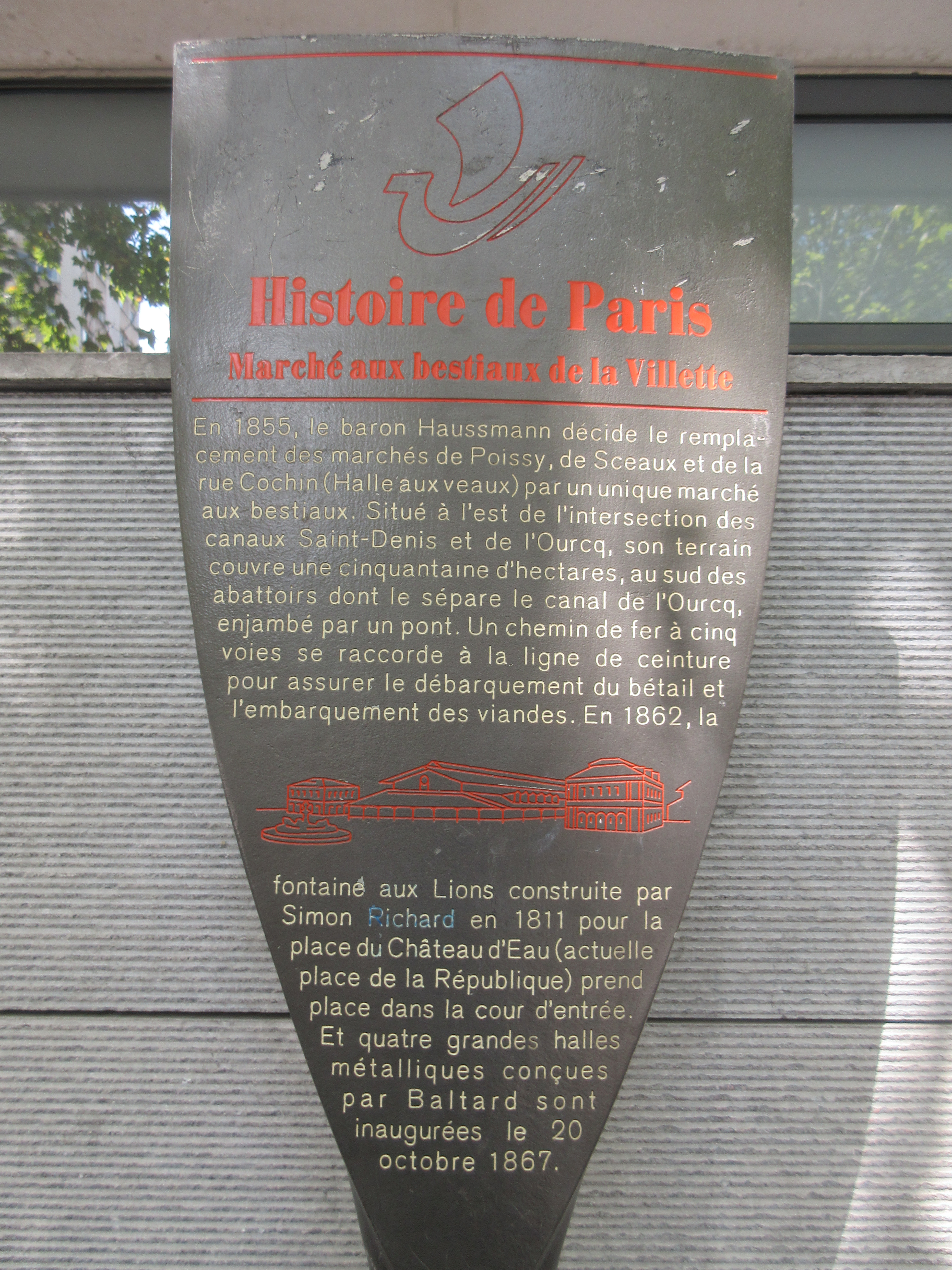
Panneau Histoire de Paris « Marché aux bestiaux de La Villette ».

Excepté la grande halle de la Villette (ancienne Halle aux Bœufs) et quelques autres éléments comme la fontaine aux Lions de Nubie (qui servait d'abreuvoir pour le bétail), une grande partie des bâtiments est démolie après l'arrêt des activités en 1974.
La vaste Halle aux Veaux, à l'est de la Halle aux Bœufs, est exploitée comme salle de concert sous le nom de Pavillon de Paris à partir de 1975. Sa grande capacité permet d'accueillir des artistes internationaux comme AC/DC, Pink Floyd ou David Bowie jusqu'à la démolition de la halle en juillet 1980. Les Rolling Stones, Johnny Hallyday ou Supertramp y enregistrent des albums en public.
Le site accueille également le chapiteau de l'hippodrome de Pantin à partir de 1974 et jusqu'en 1982.
À partir des années 1980, les chantiers pour la création du Parc de la Villette, du Zénith de Paris et de la Cité des sciences et de l'industrie commencent. La structure en béton armé du projet inachevé de la grande salle des ventes des abattoirs a été partiellement conservée par l'architecte Adrien Fainsilber, pour construire la Cité des sciences, qui ouvre en 1986 et en occupe trois travées sur quatre. La quatrième travée est finalement attribuée au centre commercial Vill'up, qui ouvre en 2016.
La Halle aux Moutons est complètement démontée en 1986 et achetée par le département de la Seine-Saint-Denis dans l'espoir de la réinstaller sur un autre site, ce qui n'est toujours pas advenu aujourd'hui. Les divers éléments de sa charpente sont toujours entreposés dans les locaux d'Affimet, une filiale de Pechiney, à Dammarie-les-Lys en Seine-et-Marne.
À la place des abattoirs de la Villette, on trouve aujourd'hui des lieux d'études, loisirs et distractions : parc de la Villette, Cité de la musique, Philharmonie, Cité des sciences et de l'industrie, Zénith de Paris, le Cabaret Sauvage, etc.

## Bâtiments conservés des anciens abattoirs
Rien ne subsiste des abattoirs proprement dit. Ont été conservés en revanche dans le parc de la Villette divers vestiges de l'ancien marché aux bestiaux, inscrits pour partie, ou en totalité, aux monuments historiques :
- la grande halle de la Villette, ancienne halle aux bœufs. Elle est la plus grande des trois halles de vente aux bestiaux et la seule à avoir conservé son emplacement initial ;
- le pavillon de la Bourse (à gauche de la Grande Halle), ancienne bourse aux bestiaux abritant une criée et actuel théâtre Paris-Villette ;
- le pavillon Janvier (à droite de la Grande Halle), ancien bâtiment administratif (services de police et poste) et actuel siège de l'EPPGHV ;
- le pavillon du Charolais (derrière la Grande Halle), ancienne buvette du marché aux bestiaux, et actuel TARMAC de la Villette ;
- le pavillon des Maquettes (derrière la Grande Halle) abrite désormais l'Association de prévention du site de la Villette (APSV) ;
- la fontaine aux Lions de Nubie (face à la Grande Halle), construite en 1811 par Pierre-Simon Girard pour la place du Château-d'Eau (actuelle place de la République), et installée en 1867 vers la cour du marché aux bestiaux où elle servait d'abreuvoir ;
- la Maison de la Villette (entrée côté porte de la Villette), ou rotonde des vétérinaires, ancien fondoir à suif, est devenue le WIP Villette ;
- l'ancienne horloge (entrée côté porte de la Villette), construite en 1877 et actuelle « folie horloge ».

## Dans l'art et la littérature
- En 1929, le photographe Éli Lotar fait une série sur les abattoirs de la Villette, publiée dans plusieurs revues d'époques, dont la revue d'avant-garde Documents.
- En 1948 sort le film documentaire Le Sang des bêtes de Georges Franju.
- En 1954, Boris Vian écrit une célèbre chanson, Les Joyeux Bouchers, qui parle des abattoirs de la Villette, se chante sur une musique de Jimmy Walter et commence par les mots[18] :

C'est le tango des bouchers de la Villette
C'est le tango des tueurs des abattoirs
- En 1968, dans la chanson Il est cinq heures, Paris s'éveille, Jacques Dutronc évoque les abattoirs de la Villette dans la phrase : « À la Villette, on tranche le lard ».
- En 2008, dans la chanson Formol de l'album Trois petits tours, Thomas Fersen place l'action dans les abattoirs : « Nous, on est sortis enchantés des abattoirs de la Villette »[19].
- Dans son roman Le Bal de l'équarrisseur paru en 2011 et se déroulant en 1919, Guillaume Prévost place une partie de l'intrigue aux abattoirs de la Villette. La première victime du tueur est découverte parmi les carcasses de cochons. C'est l'occasion pour l'auteur de donner une description assez précise de l'organisation des abattoirs, les us et coutumes, les personnes qui y travaillent, les conditions d'obtention des concessions. Il détaille également l'ancienne méthode pour tuer les bovins car celle-ci est utilisée par le tueur, traqué par son héros François-Claudius Simon.